# Lijst van leden van het Europees Parlement (1999-2004)
Onderstaand volgt een lijst van leden van het Europees Parlement in de vijfde zittingsperiode van het parlement (1999-2004) na de verkiezingen van 1999.
De zittingsperiode ging in op 20 juli 1999 en eindigde op 19 juli 2004.
Voorzitter in deze periode waren Nicole Fontaine (1999-2002) en Pat Cox (2002-2004).

## België
België was in het parlement vertegenwoordigd door 25 parlementariërs. Dit waren er 14 voor de Nederlandstalige, 10 voor de Franstalige en 1 voor de Duitstalige taalgroep.
- VLD (Partij van Europese Liberalen en Democraten)

1. Ward Beysen
2. Willy De Clercq
3. Dirk Sterckx

- SP (Partij van de Europese Sociaaldemocraten)

1. Peter Bossu (in 1999 vervangen door Kathleen Van Brempt, die in 2003 is vervangen door Saïd El Khadraoui)
2. Anne Van Lancker

- PS (Partij van de Europese Sociaaldemocraten)

1. Philippe Busquin (in 1999 vervangen door Jean-Maurice Dehousse)
2. Claude Desama (in 2001 vervangen door Olga Zrihen)
3. Freddy Thielemans (in 2001 vervangen door Jacques Santkin, die in 2001 is vervangen door Veronique De Keyser)

- PRL-FDF-MCC (Partij van Europese Liberalen en Democraten)

1. Gérard Deprez
2. Daniel Ducarme (in 2003 vervangen door Anne André-Léonard)
3. Frédérique Ries (in 2004 vervangen door Jacqueline Rousseaux)

- Vlaams Blok (Niet-ingeschrevenen)

1. Karel Dillen (in 2003 vervangen door Koen Dillen)
2. Frank Vanhecke (in 2003 vervangen door Philip Claeys)

- Ecolo (De Groenen/Vrije Europese Alliantie)

1. Monica Frassoni
2. Pierre Jonckheer
3. Paul Lannoye

- CSP (Europese Volkspartij en Europese Democraten)

1. Mathieu Grosch

- PSC (Europese Volkspartij en Europese Democraten)

1. Michel Hansenne

- VU-ID (De Groenen/Vrije Europese Alliantie)

1. Nelly Maes
2. Bart Staes

- CVP (Europese Volkspartij en Europese Democraten)

1. Miet Smet
2. Marianne Thyssen
3. Johan Van Hecke

- Agalev (De Groenen/Vrije Europese Alliantie)

1. Patsy Sörensen
2. Luckas Vander Taelen (in 2002 vervangen door Jan Dhaene)

## Denemarken
Denemarken was in het parlement vertegenwoordigd door 16 parlementariërs.
- Venstre (Partij van Europese Liberalen en Democraten)

1. Ole Andreasen
2. Niels Busk
3. Bertel Haarder (in 2001 vervangen door Ole Sørensen)
4. Anne Jensen
5. Karin Riis-Jørgensen

- Socialdemokraterne (Partij van de Europese Sociaaldemocraten)

1. Freddy Blak
2. Torben Lund
3. Helle Thorning-Schmidt

- Junibeweging (Europa van Democratieën in Diversiteit)

1. Jens-Peter Bonde
2. Jens Okking (in 2003 vervangen door Bent Andersen)
3. Ulla Sandbæk

- DF (Unie voor een Europa van Nationale Staten)

1. Mogens Camre

- Radikale Venstre (Partij van Europese Liberalen en Democraten)

1. Lone Dybkjær

- SF (Europees Unitair Links/Noords Groen Links)

1. Pernille Frahm

- Volksbeweging tegen de EU (Europa van Democratieën in Diversiteit)

1. Ole Krarup

- KF (Europese Volkspartij en Europese Democraten)

1. Christian Rovsing

## Duitsland
Duitsland was in het parlement vertegenwoordigd door 99 parlementariërs.
- CDU (Europese Volkspartij en Europese Democraten)

1. Rolf Berend
2. Reimer Böge
3. Christian von Boetticher
4. Elmar Brok
5. Karl-Heinz Florenz
6. Michael Gahler
7. Anne-Karin Glase
8. Lutz Goepel
9. Alfred Gomolka
10. Ruth Hieronymi
11. Georg Jarzembowski
12. Elisabeth Jeggle
13. Hedwig Keppelhoff-Wiechert
14. Ewa Klamt
15. Christa Klaß
16. Karsten Knolle
17. Dieter-Lebrecht Koch
18. Christoph Konrad
19. Werner Langen
20. Brigitte Langenhagen
21. Armin Laschet
22. Kurt Lechner
23. Klaus-Heiner Lehne
24. Peter Liese
25. Thomas Mann
26. Hans-Peter Mayer
27. Winfried Menrad
28. Peter Mombaur
29. Harmut Nassauer
30. Doris Pack
31. Hans-Gert Pöttering
32. Godelieve Quisthoudt-Rowohl
33. Ingo Schmitt
34. Horst Schnellhardt
35. Jürgen Schröder
36. Konrad Schwaiger
37. Renate Sommer
38. Diemut Theato
39. Brigitte Wenzel-Perillo (in 1999 vervangen door Stanislaw Tillich)
40. Rainer Wieland
41. Karl von Wogau
42. Jürgen Zimmerling
43. Sabine Zissener

- Bündnis 90/Die Grünen  (De Groenen/Vrije Europese Alliantie)

1. Hiltrud Breyer
2. Ozan Ceyhun
3. Friedrich-Wilhelm Graefe zu Baringdorf
4. Wolfgang Kreissl-Dörfler
5. Heide Rühle
6. Ilka Schröder
7. Elisabeth Schroedter

- PDS (Europees Unitair Links/Noords Groen Links)

1. André Brie
2. Christel Fiebiger
3. Sylvia-Yvonne Kaufmann
4. Helmuth Markov
5. Hans Modrow
6. Feleknas Uca

- SPD (Partij van de Europese Sociaaldemocraten)

1. Hans Udo Bullmann
2. Garrelt Duin (in 2001 vervangen door Günter Lüttge)
3. Evelyne Gebhardt
4. Norbert Glante
5. Willi Görlach
6. Lissy Gröner
7. Klaus Hänsch
8. Jutta Haug
9. Magdalene Hoff
10. Karin Jöns
11. Karin Junker
12. Margot Kessler
13. Heinz Kindermann
14. Constanze Krehl
15. Wilfried Kuckelkorn
16. Helmut Kuhne
17. Bernd Lange
18. Jo Leinen
19. Rolf Linkohr
20. Erika Mann
21. Rosemarie Müller
22. Wilhelm Piecyk
23. Christa Randzio-Plath
24. Bernhard Rapkay
25. Dagmar Roth-Behrendt
26. Mechtild Rothe
27. Willi Rothley
28. Jannis Sakkellariou
29. Gerhard Schmid
30. Martin Schulz
31. Ulrich Stockmann
32. Ralf Walter
33. Barbara Weiler

- CSU (Europese Volkspartij en Europese Democraten)

1. Markus Ferber
2. Ingo Friedrich
3. Martin Kastler (in 2003 vervangen door Emilia Müller)
4. Xaver Mayer
5. Angelika Niebler
6. Bernd Posselt
7. Alexander Radwan
8. Ursula Schleicher
9. Gabriele Stauner
10. Joachim Wuermeling

## Finland
Finland was in het parlement vertegenwoordigd door 16 parlementariërs.
- Groene Liga (De Groenen/Vrije Europese Alliantie)

1. Heidi Hautala (in 2003 vervangen door Uma Aaltonen)
2. Matti Wuori

- SDP (Partij van de Europese Sociaaldemocraten)

1. Ulpo Iivari
2. Riitta Myller
3. Reino Paasillina

- Nationale Coalitiepartij (Europese Volkspartij en Europese Democraten)

1. Piia-Noora Kauppi
2. Marjo Matikainen-Kallström
3. Ilkka Suominen
4. Ari Vatanen

- KD (Europese Volkspartij en Europese Democraten)

1. Eija-Riitta Korhala

- Centrumpartij van Finland (Partij van Europese Liberalen en Democraten)

1. Mikko Pesälä
2. Samuli Pohjamo
3. Paavo Väyrynen
4. Kyösti Virrankoski

- Linkse Alliantie (Europees Unitair Links/Noords Groen Links)

1. Esko Seppänen

- RKP (Partij van Europese Liberalen en Democraten)

1. Astrid Thors

## Frankrijk
Frankrijk was in het parlement vertegenwoordigd door 87 parlementariërs.
- PCF/DVG (Europees Unitair Links/Noords Groen Links)

1. Sylviane Ainardi
2. Yasmine Boudjenah
3. Geneviève Fraisse
4. Robert Hue (in 2000 vervangen door Philippe Herzog)
5. Fodé Silla
6. Francis Wurtz

- Les Verts (De Groenen/Vrije Europese Alliantie)

1. Danielle Auroi
2. Alima Boumediene-Thiery
3. Daniel Cohn-Bendit
4. Hélène Flautre
5. Marie-Anne Isler-Béguin
6. Alain Lipietz
7. Gérard Onesta
8. Yves Piétrasanta (in 2004 vervangen door Marie-Françoise Duthu)
9. Didier-Claude Rod

- PS/PRG/MDC (Partij van de Europese Sociaaldemocraten)

1. Pervenche Berès
2. Marie-Arlette Carlotti
3. Gérard Caudron
4. Danielle Darras
5. Michel Dary
6. Harlem Désir
7. Olivier Duhamel
8. Jean-Claude Fruteau
9. Georges Garot
10. Marie-Hélène Gillig
11. Catherine Guy-Quint
12. Adeline Hazan
13. François Hollande (in 1999 vervangen door Anne Ferreira)
14. Catherine Lalumière
15. Marie-Noëlle Lienemann (in 2001 vervangen door Michel Scarbonchi)
16. Sami Naïr
17. Béatrice Patrie
18. Bernard Poignant
19. Michel Rocard
20. Martine Roure
21. Gilles Savary
22. François Zimeray

- CPNT (Europa van Democratieën in Diversiteit)

1. Jean-Louis Bernié
2. Yves Butel
3. Alain Esclopé
4. Véronique Mathieu
5. Michel Raymond
6. Jean Saint-Josse

- RPFIE/MPF/DVD (Unie voor een Europa van Nationale Staten)

1. William Abitbol
2. Georges Berthu
3. Isabelle Caullery
4. Paul-Marie Coûteaux
5. Marie-France Garaud
6. Florence Kuntz
7. Thierry de La Perrière
8. Jean-Charles Marchiani
9. Élizabeth Montfort
10. Charles Pasqua
11. Dominique Souchet
12. Nicole Thomas-Mauro
13. Philippe de Villiers (in 1999 vervangen door Alexandre Varaut)

- LO/LCR (Europees Unitair Links/Noords Groen Links)

1. Armonia Bordes
2. Chantal Cauquil
3. Alain Krivine
4. Arlette Laguiller
5. Roselyne Vachetta

- UDF (Europese Volkspartij en Europese Democraten)

1. François Bayrou (in 2002 vervangen door Jean-Thomas Nordmann)
2. Jean-Louis Bourlanges
3. Thierry Cornillet
4. Francis Decourrière
5. Nicole Fontaine (in 2002 vervangen door Fabienne Keller)
6. Janelly Fourtou
7. Alain Lamassoure
8. Philippe Morillon
9. Marielle de Sarnez

- RPR/DL (Europese Volkspartij en Europese Democraten)

1. Joseph Daul
2. Françoise Grossetête
3. Marie-Thérèse Hermange
4. Thierry Jean-Pierre
5. Roger Karoutchi (in 2000 vervangen door Dominique Vlasto)
6. Alain Madelin (in 2002 vervangen door Françoise de Veyrinas)
7. Hugues Martin
8. Hervé Novelli (in 2002 vervangen door Anne-Marie Schaffner)
9. Tofia Saïfi (in 2002 vervangen door Marie-Hélène Descamps)
10. Nicolas Sarkozy (in 1999 vervangen door Brice Hortefeux)
11. Margie Sudre
12. Christine de Veyrac

- FN (Niet-ingeschrevenen)

1. Charles de Gaulle
2. Bruno Gollnisch
3. Carl Lang
4. Jean-Marie Le Pen (in 2003 vervangen door Marie-France Stirbois)
5. Jean-Claude Martinez

## Griekenland
Griekenland was in het parlement vertegenwoordigd door 25 parlementariërs.
- Synaspismos (Europees Unitair Links/Noords Groen Links)

1. Alekos Alavanos (in 2004 vervangen door Nikolaos Chountis)
2. Mihalis Papagiannakis

- KKE (Europees Unitair Links/Noords Groen Links)

1. Konstantinos Alyssandrakis
2. Efstratios Korakas
3. Ioannis Theonas (in 2001 vervangen door Ioannis Patakis)

- Nea Dimokratia (Europese Volkspartij en Europese Democraten)

1. Ioannis Averoff
2. Giorgos Dimitrakopoulos
3. Christos Folias (in 2004 vervangen door Meropi Kaldi)
4. Marieta Giannakou (in 2000 vervangen door Stavros Xarchakos)
5. Konstantinos Hatzidakis
6. Rodi Kratsa-Tsagaropoulou
7. Ioannis Marinos
8. Antonios Trakatellis
9. Christos Zacharakis

- DIKKI (Europees Unitair Links/Noords Groen Links)

1. Emmanouil Bakopoulos
2. Dimitrios Koulourianos

- PASOK (Partij van de Europese Sociaaldemocraten)

1. Alexandros Baltas
2. Petros Efthymiou (in 2000 vervangen door Myrsini Zorba)
3. Anna Karamanou
4. Giorgos Katiforis
5. Ioannis Koukiadis
6. Minerva Melpomeni-Malliori
7. Emmanouil Mastorakis
8. Ioannis Souladakis
9. Dimitris Tsatsos

## Ierland
Ierland was in het parlement vertegenwoordigd door 15 parlementariërs.
- Green Party (De Groenen/Vrije Europese Alliantie)

1. Nuala Ahern
2. Patricia McKenna

- Fianna Fáil (Unie voor een Europa van Nationale Staten)

1. Niall Andrews
2. Gerry Collins
3. Brian Crowley
4. Jim Fitzsimons
5. Pat Gallagher (in 2002 vervangen door Seán Ó Neachtain)
6. Liam Hyland

- Fine Gael (Europese Volkspartij en Europese Democraten)

1. Mary Banotti
2. John Cushnahan
3. Avril Doyle
4. Joe McCartin

- Onafhankelijken

1. Pat Cox (Partij van Europese Liberalen en Democraten)
2. Dana Scallon (Europese Volkspartij en Europese Democraten)

- Irish Labour Party (Partij van de Europese Sociaaldemocraten)

1. Proinsias De Rossa

## Italië
Italië was in het parlement vertegenwoordigd door 87 parlementariërs.
- Forza Italia (Europese Volkspartij en Europese Democraten)

1. Silvio Berlusconi (in 2001 vervangen door Paolo Bartolozzi)
2. Renato Brunetta
3. Luigi Cesaro
4. Raffaele Costa
5. Marcello Dell'Utri
6. Enrico Ferri
7. Francesco Fiori
8. Raffaele Fitto (in 2001 vervangen door Generoso Andria)
9. Giuseppe Gargani
10. Jas Gawronski
11. Giorgio Lisi
12. Mario Mantovani
13. Mario Mauro
14. Francesco Musotto
15. Giuseppe Nisticò
16. Guido Podestà
17. Amalia Sartori
18. Umberto Scapagnini
19. Vittorio Sgarbi (in 2001 vervangen door Giacomo Santini)
20. Antonio Tajani
21. Stefano Zappalà

- PPI (Europese Volkspartij en Europese Democraten)

1. Guido Bodrato
2. Luigi Cocilovo
3. Ciriaco De Mita
4. Franco Marini

- CDU (Europese Volkspartij en Europese Democraten)

1. Rocco Buttiglione (in 2001 vervangen door Paolo Pastorelli)
2. Vitaliano Gemelli

- SVP (Europese Volkspartij en Europese Democraten)

1. Michl Ebner

- Partito Pensionati (Europese Volkspartij en Europese Democraten)

1. Carlo Fatuzzo

- CCD (Europese Volkspartij en Europese Democraten)

1. Pier Ferdinando Casini (in 2001 vervangen door Giuseppe Brienza)
2. Raffaele Lombardo

- Volksalliantie - UDEUR (Europese Volkspartij en Europese Democraten)

1. Clemente Mastella

- Rinnovamento Italiano (Europese Volkspartij en Europese Democraten)

1. Giuseppe Pisicchio

- SDI (Partij van de Europese Sociaaldemocraten)

1. Enrico Boselli
2. Claudio Martelli

- DS (Partij van de Europese Sociaaldemocraten)

1. Massimo Carraro
2. Giovanni Claudio Fava
3. Fiorella Ghilardotti
4. Renzo Imbeni
5. Vincenzo Lavarra
6. Pasqualina Napoletano
7. Giorgio Napolitano
8. Elena Ornella Paciotti
9. Giovanni Pittella
10. Giorgio Ruffolo
11. Guido Sacconi
12. Bruno Trentin
13. Gianni Vattimo
14. Walter Veltroni
15. Demetrio Volcic

- Democratici/Union Valdôtaine (Partij van Europese Liberalen en Democraten)

1. Massimo Cacciari (in 2000 vervangen door Luciano Caveri)
2. Paolo Costa
3. Antonio Di Pietro
4. Pietro Mennea
5. Giovanni Procacci
6. Francesco Rutelli

- PRI (Partij van Europese Liberalen en Democraten)

1. Luciana Sbarbati

- Alleanza Nazionale/Patto Segni (Unie voor een Europa van Nationale Staten)

1. Roberta Angelilli
2. Sergio Berlato
3. Gianfranco Fini (in 2001 vervangen door Massimo Corsaro)
4. Cristiana Muscardini
5. Nello Musumeci
6. Mauro Nobilia
7. Adriana Poli Bertone
8. Mariotto Segni
9. Franz Turchi

- PRC (Europees Unitair Links/Noords Groen Links)

1. Fausto Bertinotti
2. Giuseppe Di Lello Finuoli
3. Luisa Morgantini
4. Luigi Vinci

- PdCI (Europees Unitair Links/Noords Groen Links)

1. Armando Cossutta
2. Lucio Manisco

- Verdi (De Groenen/Vrije Europese Alliantie)

1. Giorgio Celli
2. Reinhold Messner

- Fiamma Tricolore (Niet-ingeschrevenen)

1. Roberto Felice Bigliardo

- Lijst Bonino (Niet-ingeschrevenen)

1. Emma Bonino
2. Marco Cappato
3. Gianfranco Dell'Alba
4. Benedetto Della Vedova
5. Olivier Dupuis
6. Marco Pannella
7. Maurizio Turco

- Lega Nord (Niet-ingeschrevenen)

1. Umberto Bossi (in 2001 vervangen door Mario Borghezio)
2. Marco Formentini
3. Gian Paolo Gobbo
4. Francesco Enrico Speroni

## Luxemburg
Luxemburg was in het parlement vertegenwoordigd door 6 parlementariërs.
- DP (Partij van Europese Liberalen en Democraten)

1. Charles Goerens (in 1999 vervangen door Colette Flesch)

- LSAP (Partij van de Europese Sociaaldemocraten)

1. Robert Goebbels
2. Jacques Poos

- CSV (Europese Volkspartij en Europese Democraten)

1. Viviane Reding (in 1999 vervangen door Astrid Lulling)
2. Jacques Santer

- Déi Gréng (De Groenen/Vrije Europese Alliantie)

1. Claude Turmes

## Nederland
Nederland was in het parlement vertegenwoordigd door 31 parlementariërs.
- CDA (Europese Volkspartij en Europese Democraten)

1. Bert Doorn
2. Albert Jan Maat
3. Maria Martens
4. Hanja Maij-Weggen (in 2003 vervangen door Cees Bremer)
5. Ria Oomen-Ruijten
6. Arie Oostlander
7. Karla Peijs (in 2003 vervangen door Peter Pex)
8. Bartho Pronk
9. Wim van Velzen

- VVD (Partij van Europese Liberalen en Democraten)

1. Jules Maaten
2. Toine Manders
3. Jan Mulder
4. Elly Plooij-van Gorsel
5. Marieke Sanders-Ten Holte
6. Jan-Kees Wiebenga (in 2001 vervangen door Herman Vermeer)

- D66 (Partij van Europese Liberalen en Democraten)
  1. Bob van den Bos
  2. Lousewies van der Laan (in 2003 vervangen door Johanna Boogerd-Quaak)

- PvdA (Partij van de Europese Sociaaldemocraten)

1. Max van den Berg
2. Ieke van den Burg
3. Dorette Corbey
4. Michiel van Hulten
5. Joke Swiebel
6. Jan Marinus Wiersma

- GroenLinks (De Groenen/Vrije Europese Alliantie)

1. Theo Bouwman
2. Kathalijne Buitenweg
3. Joost Lagendijk
4. Alexander de Roo

- RPF/GPV/SGP (Europa van Democratieën in Diversiteit)

1. Bas Belder
2. Hans Blokland
3. Rijk van Dam

- SP (Europees Unitair Links/Noords Groen Links)

1. Erik Meijer

## Oostenrijk
Oostenrijk was in het parlement vertegenwoordigd door 21 parlementariërs.
- SPÖ (Partij van de Europese Sociaaldemocraten)

1. Maria Berger
2. Herbert Bösch
3. Harald Ettl
4. Hans-Peter Martin
5. Christa Prets
6. Karin Scheele
7. Hannes Swoboda

- Die Grünen - Die Grüne Alternative (De Groenen/Vrije Europese Alliantie)

1. Mercedes Echerer
2. Johannes Voggenhuber

- ÖVP (Europese Volkspartij en Europese Democraten)

1. Marilies Flemming
2. Othmar Karas
3. Hubert Pirker
4. Reinhard Rack
5. Paul Rübig
6. Agnes Schierhuber
7. Ursula Stenzel

- FPÖ (Niet-ingeschrevenen)

1. Gerhard Hager
2. Wolfgang Ilgenfritz
3. Hans Kronberger
4. Daniela Raschhofer
5. Peter Sichrovsky

## Portugal
Portugal was in het parlement vertegenwoordigd door 25 parlementariërs.
- PSD (Europese Volkspartij en Europese Democraten)

1. Teresa Almeida Garrett
2. Carlos Coelho
3. Carlos da Costa Neves (in 2002 vervangen door Joaquim Piscarretta)
4. Arlindo Cunha (in 2003 vervangen door Raquel Cardoso)
5. Vasco Graça Moura
6. Sérgio Marques
7. Jorge Moreira da Silva (in 2003 vervangen door João Gouveia)
8. José Pacheco Pereira
9. Fernando Ries (in 2000 vervangen door Regina Bastos)

- PS (Partij van de Europese Sociaaldemocraten)

1. António Carlos Ribeiro Campos
2. Carlos Candal
3. Maria Carrilho
4. Paulo Casaca
5. Elisa Maria Damião
6. Carlos Lage
7. Luís Marinho
8. António José Seguro (in 2001 vervangen door Manuel António dos Santos)
9. Mário Soares
10. Sérgio Sousa Pinto
11. Helena Torres Marques
12. Joaquim Vairinhos

- CDU (Europees Unitair Links/Noords Groen Links)

1. Ilda Figueiredo
2. Sérgio Ribeiro (in 2004 vervangen door Joaquim Miranda)

- CDS-PP (Unie voor een Europa van Nationale Staten)

1. Paulo Portas (in 1999 vervangen door José Ribeiro e Castro)
2. Luís Queiró

## Spanje
Spanje was in het parlement vertegenwoordigd door 64 parlementariërs.
- PSOE (Partij van de Europese Sociaaldemocraten)

1. Pedro Aparicio Sánchez
2. Enrique Barón Crespo
3. Luis Berenguer Fuster
4. Carlos Carnero
5. Alejandro Cercas
6. Carmen Cerdeira Morterero
7. Joan Colom i Naval (in 2004 vervangen door Maria Del Carmen Ortiz Rivas, die in 2004 vervangen is door Luis Marco Aguiriano Nalda)
8. Rosa Díez González
9. Bárbara Dührkop Dührkop
10. Juan de Dios Izquierdo Collado
11. María Izquierdo Rojo
12. Miguel Ángel Martínez Martínez
13. Manuel Medina Ortega
14. José María Mendiluce
15. Emilio Menéndez del Valle
16. Rosa Miguélez Ramos
17. Raimon Obiols i Germà
18. Fernando Pérez Royo
19. María Rodríguez Ramos (in 2004 vervangen door Cristina Soriano)
20. Francisca Sauquillo Pérez del Arco
21. María Sornosa Martinez
22. Anna Terrón i Cusí
23. Elena Valenciano
24. Carlos Westendorp (in 2002 vervangen door Ana Miranda de Lange)

- PP (Europese Volkspartij en Europese Democraten)

1. Alejandro Agag (in 2002 vervangen door Juan José Bayona de Perogordo)
2. María Antonia Avilés Perea
3. Pilar Ayuso González
4. Juan Manuel Fabra Vallés (in 2000 vervangen door Felipe Camisón Asensio
5. Fernando Fernández Martín
6. Concepció Ferrer
7. Carmen Fraga Estévez (in 2002 vervangen door Esther Herranz García)
8. Gerardo Galeote Quecedo
9. José Manuel García-Margallo y Marfil
10. Cristina García-Orcoyen Tormo
11. Salvador Garriga Polledo
12. José María Gil-Robles Gil-Delgado
13. Cristina Gutiérrez-Cortines
14. Jorge Salvador Hernández Mollar
15. Iñigo Méndez de Vigo
16. Juan Ojeda Sanz
17. Loyola de Palacio (in 1999 vervangen door Juan Andrés Naranjo Escobar
18. Ana Palacio (in 2002 vervangen door Marcelino Oreja Arburúa)
19. Manuel Pérez Álvarez
20. José Javier Pomés Ruiz
21. Encarnación Redondo Jiménez
22. Mónica Ridruejo
23. Carlos Ripoll y Martínez de Bedoya (in 2004 vervangen door José Vila Abelló)
24. José Ignacio Salafranca Sánchez-Neyra
25. Jaime Valdivielso de Cué
26. Daniel Varela Suanzes-Carpegna
27. Alejo Vidal-Quadras Roca

- IU (Europees Unitair Links/Noords Groen Links)

1. Laura González Álvarez (in 2003 vervangen door María Luisa Bergaz Conesa)
2. Salvador Jové Peres
3. Pedro Marset Campos
4. Alonso José Puerta

- PAR/PA (De Groenen/Vrije Europese Alliantie)

1. Carlos Bautista (in 2003 vervangen door Juan Ferrández Lezaun)

- BLOC/CDC/UDC

1. Pere Esteve (Partij van Europese Liberalen en Democraten) (in 2002 vervangen door Joan Vallvé)
2. Concepció Ferrer (Europese Volkspartij en Europese Democraten)
3. Carles-Alfred Gasòliba i Böhm (Partij van Europese Liberalen en Democraten) (in 2004 vervangen door Enric Morera i Català, die behoort tot de De Groenen/Vrije Europese Alliantie)

- Batasuna (Niet-ingeschrevenen)

1. Koldo Gorostiaga Atxalandabaso

- EA/ERC (De Groenen/Vrije Europese Alliantie)

1. Gorka Knörr (in 2001 vervangen door Miquel Mayol i Raynal)

- Coalición Canaria/Unio Valenciana (Partij van Europese Liberalen en Democraten)

1. Isidoro Sánchez (in 2003 vervangen door Enrique Monsonís)

- BNG (De Groenen/Vrije Europese Alliantie)

1. Camilo Nogueira Román

- PNV (De Groenen/Vrije Europese Alliantie)

1. Josu Ortuondo Larrea

## Verenigd Koninkrijk
Het Verenigd Koninkrijk was in het parlement vertegenwoordigd door 87 parlementariërs.
- Labour (Partij van de Europese Sociaaldemocraten)

1. Richard Balfe
2. David Bowe
3. Michael Cashman
4. Richard Corbett
5. Alan Donnelly (in 2000 vervangen door Mary Honeyball)
6. Robert Evans
7. Glyn Ford
8. Neela Gill
9. Pauline Green (in 2000 vervangen door Gordon Adam)
10. Richard Howitt
11. Stephen Hughes
12. Glenys Kinnock
13. David Martin
14. Linda McAvan
15. Arlene McCarthy
16. Eryl McNalley
17. Bill Miller
18. Claude Moraes
19. Eluned Morgan
20. Simon Murphy
21. Mo O'Toole
22. Mel Read
23. Brian Simpson
24. Peter Skinner
25. Catherine Stihler
26. Gary Titley
27. Mark Watts
28. Philip Whitehead
29. Terence Wynn

- Conservative Party (Europese Volkspartij en Europese Democraten)

1. Robert Atkins
2. Christopher Beazley
3. Nicolas Bethell (in 2003 vervangen door Ian Twinn)
4. John Bowis
5. Philip Charles Bradbourn
6. Philip Bushill-Matthews
7. Martin Callanan
8. Gilles Chichester
9. John Corrie
10. Nirj Deva
11. Den Dover
12. James Elles
13. Jonathan Evans
14. Richard Fletcher-Vane
15. Jacqueline Foster
16. Robert Goodwill
17. Daniel Hannan
18. Malcolm Harbour
19. Christopher Heaton-Harris
20. Roger Helmer
21. Caroline Jackson
22. Basir Khanbhai
23. Timothy Kirkhope
24. Alexander MacMillan
25. Edward McMillan-Scott
26. Bill Newton Dunn
27. Neil Parish
28. Roy Perry
29. James Provan
30. John Purvis
31. Struan Stevenson
32. Robert Sturdy
33. David Sumberg
34. Charles Tannock
35. Geoffrey Van Orden
36. Theresa Villiers

- Liberal Democrats (Partij van Europese Liberalen en Democraten)

1. Elspeth Attwooll
2. Nick Clegg
3. Chris Davies
4. Andrew Duff
5. Chris Huhne
6. Sarah Ludford
7. Elizabeth Lynne
8. Emma Nicholson
9. Diana Wallis
10. Graham Watson

- UKIP (Europa van Democratieën in Diversiteit)

1. Nigel Farage
2. Michael Holmes (in 2002 vervangen door Graham Booth)
3. Jeffrey Titford

- Plaid Cymru (De Groenen/Vrije Europese Alliantie)

1. Jill Evans
2. Eurig Wynn

- SNP (De Groenen/Vrije Europese Alliantie)

1. Ian Hudghton
2. Neil MacCormick

- SDLP (Partij van de Europese Sociaaldemocraten)

1. John Hume

- GPEW (De Groenen/Vrije Europese Alliantie)

1. Jean Lambert
2. Caroline Lucas

- UUP (Europese Volkspartij en Europese Democraten)

1. Jim Nicholson

- DUP (Niet-ingeschrevenen)

1. Ian Paisley

## Zweden
Zweden was in het parlement vertegenwoordigd door 22 parlementariërs.
- SAP (Partij van de Europese Sociaaldemocraten)

1. Jan Andersson
2. Göran Färm
3. Ewa Hedkvist Petersen
4. Anneli Hulthén (in 2003 vervangen door Yvonne Sandberg-Fries)
5. Pierre Schori (in 2000 vervangen door Hans Karlsson)
6. Maj Britt Theorin

- Moderaterna (Europese Volkspartij en Europese Democraten)

1. Per-Arne Arvidsson
2. Gunilla Carlsson (in 2002 vervangen door Peder Wachtmeister)
3. Charlotte Cedersiöld
4. Staffan Linder (in 2000 vervangen door Lisbeth Grönfeldt Bergman)
5. Per Stenmarck

- Vänsterpartiet (Europees Unitair Links/Noords Groen Links)

1. Marianne Eriksson
2. Herman Schmid
3. Jonas Sjöstedt

- MP (De Groenen/Vrije Europese Alliantie)

1. Per Gahrton
2. Inger Schörling

- Liberalerna (Partij van Europese Liberalen en Democraten)

1. Cecilia Malmström
2. Marit Paulsen
3. Olle Schmidt

- Centerpartiet (Partij van Europese Liberalen en Democraten)

1. Karl Erik Olsson

- KD (Europese Volkspartij en Europese Democraten)

1. Lennart Sacrédeus
2. Anders Wijkman

1 (1979-1984) · 
2 (1984-1989) · 
3 (1989-1994) · 
4 (1994-1999) · 
5 (1999-2004) · 
6 (2004-2009) · 
7 (2009-2014) · 
8 (2014-2019) · 
9 (2019-2024) · 10 (2024-2029)